# Pteronia incana
Pteronia incana là một loài thực vật có hoa trong họ Cúc. Loài này được (Burm.) DC. miêu tả khoa học đầu tiên năm 1836.